# 強純男
強 純男（カン・スンナム、朝鮮語: 강순남）は、朝鮮民主主義人民共和国の軍人、政治家。朝鮮人民軍における軍事称号（階級）は大将。
国防相。、労農赤衛軍司令官、朝鮮労働党中央軍事委員会委員、朝鮮労働党中央委員。人民武力省副相、第671大連合部隊隊長などを歴任。姜順南とも表記される。

## 経歴
出生地や生年月日は不明。2015年11月7日に死去した李乙雪元帥の国家葬儀委員会委員に選ばれたのが初出。同年12月24日に実施された大連合部隊の双方実動訓練に第671大連合部隊隊長として参加した。
2016年5月9日に開催された朝鮮労働党第7次大会で朝鮮労働党中央委員会委員候補に選出され、就任時期は不明であるが人民武力省副相に転じる。2017年7月25日に在北朝鮮中国大使館で開かれた中国人民解放軍建軍90周年記念行事に参加し、李進軍中国大使と会談した。
2019年3月10日に実施された最高人民会議第14期代議員選挙で代議員に選出された。2021年1月5日から開催された朝鮮労働党第8次大会で中央委員会委員に選出され、1月10日に開催された党中央委員会第8期第1回総会で朝鮮労働党中央軍事委員会委員、党中央委員会民防部長に選出された。
2021年9月9日に開催された建国73周年慶祝閲兵式において、労農赤衛軍司令官への就任が確認された。
2022年4月14日、金正恩党中央軍事委員長の命令により、大将に昇格した。
2023年1月1日、朝鮮労働党中央委員会第8期第6回総会の公報で、朝鮮民主主義人民共和国国防相に就任したことが発表された。
2024年5月、北朝鮮国内で兵士130人が乗った船舶が沈没する事故が発生。強純男が現場に赴き、動揺を収めるための指示を出していたことが報道された。
2024年10月7日から8日にかけて開催された最高人民会議第14期第11回会議で努光鉄が新たな国防相に選出されたことで、強純男が退任したことが判明した。直前に発生した韓国無人機平壌侵入事件で、韓国から飛来した無人機に平壌市中心部の防空網を突破された責任を問われて解任されたという報道もある。

## 参考サイト
- 북한정보포털